# Microalbuminúria
Microalbuminúria é a eliminação de albumina na urina em quantidade entre 30 e 300mg por dia. Também pode ser definida como a excreção de albumina na urina entre 30 e 300mcg por mg de creatinina urinária, quando coletado em apenas uma amostra.

## Causas / Prevenção
Maior ingestão de proteína animal, gordura animal e colesterol pode aumentar o risco de microalbuminúria, e, geralmente, dietas mais ricas em frutas, vegetais e grãos integrais, mas menores em carnes e doces, podem proteger contra o declínio da função renal.